# 尤寧鎮區 (新澤西州亨特登縣)
尤寧鎮區（英語：Union Township）是位於美國新澤西州亨特登縣的一個鎮區。

## 地方資料
尤寧鎮區的面積為53.43平方千米，當中陸地面積為48.60平方千米，而水域面積為4.83平方千米。根據2020年美國人口普查的數據，當地共有人口6507人，而人口密度為每平方千米121.79人。